# 함박비류도서관
함박비류도서관은 인천광역시 연수구에 있는 공립 도서관이다.

## 연혁
- 2020년 5월 6일 개관.